# Dicraeus orientalis
Dicraeus orientalis är en tvåvingeart som beskrevs av Becker 1911. Dicraeus orientalis ingår i släktet Dicraeus och familjen fritflugor. Inga underarter finns listade i Catalogue of Life.